# Усуглинське сільське поселення
Усугли́нське сільське поселення (рос. Усуглинское сельское поселение) — сільське поселення у складі Тунгокоченського району Забайкальського краю Росії.
Адміністративний центр — село Усуглі.

## Населення
Населення сільського поселення становить 915 осіб (2019; 1040 у 2010, 1236 у 2002).

## Склад
До складу сільського поселення входять:
| Населений пункт | Населення, осіб (2002) | Населення, осіб (2010) |
| --------------- | ---------------------- | ---------------------- |
| Ульдурга, село  | 328                    | 250                    |
| Усуглі, село    | 908                    | 790                    |